# تکینگی بی کی ال
تکینگی بی کی ال (به انگلیسی: BKL singularity)( بلینسکی-خالاتنیکوف-لیفشیتز) مدلی از تکامل دینامیک جهان در نزدیکی تکینگی نخستین (مهبانگ) است که با پاسخی ناهمسانگرد، همگن و آشوب‌ناک به معادلات میدان اینشتین توصیف می‌شود. بنابراین مدل جهان در نوسان (انبساط و انقباض ) حول یک نقطه تکینه است که در آن زمان و فضا برابر صفر هستند. این تکینگی یک تکینگی فیزیکی واقعی است زیرا از ویژگی‌های ضروری پاسخ هاست و از این رو در پاسخهای کامل نیز ضروری است. این تکینگی به‌طور مصنوعی و با استفاده از فرضها و ساده‌سازیها، آنچنان که در برخی پاسخهای دیگر مثل متریک فریدمان-لومتر-رابرتسون-واکر و متریک کازنر معمول است، به وجود نیامده‌اند.

## یادداشتها
1. ↑  (Belinsky، Khalatnikov و Lifshitz 1970)